# 油城路
油城路（英語：Youcheng Road）是广东省茂名市一条横跨主城区的主干道，大致呈东西走向，东起茂南区公馆镇茂化路口，西至茂南区羊角镇，全长16公里。

## 历史
1959年，河茂铁路通车，茂名市开辟建设从茂名火车站（现茂名西站）到小东江桥东西走向的道路，并命名为“工业大道”，长约6公里，宽50米。1963年进行扩建。1982年正式命名为油城路，原工业大道路段改名为油城一至三路，并随茂城市建设重心东移而不断延伸。1980年代，完成油城四路、油城五路、油城六路建设，并开始对油城一至三路按城市道路进行改造。1993年8月15日，油城七路、油城八路、油城九路工程开工，1994年5月竣工。最新一段的油城十路建成于2015年。

## 分段

### 油城一路
起点为茂南区公馆镇与省道S291线化牛公路相接的茂化路口，终点为与石珠路相交路口，全长1625米，为茂名西站所在地，附近聚集有茂名建市之初开办的市水泥厂、市化工厂、市机修厂、市氮肥厂等老工业区。1995年，完成对油城一路的城市道路改造。

### 油城二路
全段由石珠路相交路口至文冲路相交路口，全长3040米，为连接茂名西站至茂名石化公司的路段。1996年，完成对油城二路的城市道路改造。

### 油城三路
全段由文冲路相交路口至滨河路永久桥前转盘，全长2566米，为茂名石化公司厂前路段，是茂名建市之初至1970年代的发展中心地带，因1962年、1975年道路两边广种椰树、白玉兰又被称作椰树街、白玉兰街。油城三路与红旗路相交处是茂名市区的第一个十字路口，沿路口曾相继建成建工部四局一公司大楼（俗称“五层楼”，后作为茂名市委市政府、茂南区委区政府办公地）、茂名百货公司大楼、茂名邮电局大楼、中国人民银行茂名市支行大楼。1992年12月，完成对建设路至永久桥段的城市道路改造。1998年，完成对文冲路至建设路的城市道路改造。

### 油城四路
全段由滨河路永久桥前转盘至人民路转盘，全长1053米，于1980年10月竣工，是1980年代茂名的发展中心地带。

### 油城五路
全段由人民路转盘至光华路转盘，全长632米，于1982年3月竣工，为中共茂名市委、茂名影剧院、中心广场所在地，其中油城四五路与人民路相接的十字路口为1990年代至2000年代茂名的商业中心，沿转盘四周分布有1989年10月落成、曾为茂名第一高楼的茂名大厦，以及明湖百货、汇丰广场，转盘中心设有建于1987年的茂名城市雕塑“希望之泉”。

### 油城六路
全段由光华路转盘至文明路相交路口，全长720米，于1985年12月竣工，为茂名市政府所在地。

### 油城七路
全段由文明路相交路口至高凉路相交路口，全长650米，于1994年5月竣工。

### 油城八路
全段由高凉路相交路口至西粤路相交路口，全长630米，于1994年5月竣工，为2010年代茂名的商业中心，分布有茂名的地标性建筑电信大厦、文化广场及商业综合体茂名印象汇、Sun地。

### 油城九路
全段由西粤路相交路口至茂名大道相交路口，全长401米，于1994年5月竣工，为茂名市公安局及茂名市中级人民法院所在地。

### 油城十路
起点为茂名大道相交路口，一期终点为茂南区羊角镇与茂东快线、新城大道相接的十字路口，全长880米，2013年10月开工建设，2014年8月30日竣工，二期终点为包茂高速茂名东互通出口，2015年底完工。其中，油城十路与茂名大道相交的路口旁有茂名最大的商业综合体东汇城，也是茂名市内车流量最大、交通最繁忙的十字路口。